# Lankaran-Astara
La región económica de Lankaran-Astara (en azerí: Lənkəran-Astara iqtisadi rayonu) es una de las regiones económicas de Azerbaiyán. Incluye los raiones administrativos de Astara, Yalilabad, Lerik, Masalli, Yardimli y Lankaran, y la industria principal es la industria alimentaria. Tiene una superficie de 6070 km cuadrados y representa el 7% de la superficie total del país. La región es rica en aguas termales minerales.

## Historia
De 1991 a 2021, el territorio de estos raiones administrativos formó parte de una de las diez regiones económicas del país, Lankaran. Según un decreto del presidente "Sobre la nueva división de regiones económicas en la República de Azerbaiyán" el territorio de Azerbaiyán desde 7 de julio de 2021 está dividido en 14 regiones económicas y uno de las que es la región económica de Lankaran-Astara.

## Población
| Año       | 2010  | 2013  | 2014  | 2015  | 2016  | 2017  |
| Población | 843,2 | 880,4 | 893,3 | 905,9 | 917,8 | 927,7 |

## Economía
Las líneas de transporte que conectan Azerbaiyán con Irán pasa del territorio de la región. 
Las empresas de la industria de la región se basan en los productos agrícolas y los peces del Mar Caspio. Vegetales frescos húmedos subtropicales, horticultura, fruticultura y  cultivo de té son los campos especializados de la agricultura de la región Lankaran-Astara. Aquí también se cultivan las uvas, tabaco, arroz, cereales.